# Bulgan, Bayan-Ölgii
Bulgan (tiếng Mông Cổ: Булган) là một sum của tỉnh Bayan-Ölgii tại miền tây Mông Cổ. Vào năm 2014, dân số của sum là 5.216 người. Dân cư chủ yếu là người Kazakh.

## Địa lý
Trung tâm sum, Jargalant, nằm cách tỉnh lị Ölgii 280 km và cách thủ đô Ulaanbaatar 2000 km. Sum có diện tích khoảng 4.977,33 km² và nằm bên dãy núi Altai. Hơn 20 dòng sông chảy qua địa bàn, có những hồ có nguồn gốc băng hà.
Động vật có dê núi, sói, cáo, linh miêu và thỏ rừng.
Có trữ lượng vàng và nguyên liệu thô dồi dào cho vật liệu xây dựng.

### Khí hậu
Khu vực có khí hậu bán khô hạn. Nhiệt độ trung bình hàng năm trong khu vực là 0 °C. Tháng ấm nhất là tháng 7, khi nhiệt độ trung bình là 17 °C và lạnh nhất là tháng 1, với -21 °C. Lượng mưa trung bình hàng năm là 114 mm. Tháng mưa nhiều nhất là tháng 6, với lượng mưa trung bình 22 mm và khô nhất là tháng 3, với lượng mưa 2 mm.

## Kinh tế
Sum có một trường học, một bệnh viện và một trung tâm thương mại và văn hóa.

## Tôn giáo
Tôn giáo chủ yếu tại đây là đạo Hồi, được theo bởi người Kazakh. Có một nhà thờ Hồi giáo nhỏ trên địa bàn.